# 奇妙な肖像
『奇妙な肖像』はジギタリスが2006年1月12日に Nomadic Records よりリリースした1枚目のアルバム。作詞、作曲はボーカル、ギターの山本美禰子。編曲はジギタリス。

## 収録曲
1. 届かないドア - 4:23
2. 迷子の晩餐 - 5:19
3. 青い水 - 4:21
4. 爪先 - 3:51
5. 観察 - 4:36
6. アムバルワリア - 5:34
7. オノマトペア - 6:29
8. 光零す雲間 - 5:04
9. フラクタル - 3:47
10. 私の部屋 - 5:07